# Usingen
Usingen é uma cidade do estado alemão de Hesse da Alemanha e está localizada de rio Usa. Foi capital de Nassau-Usingen.

## Brasão de Armas

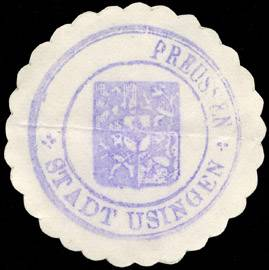
Selo na 1900

Já o primeiro selo da cidade Usingen de 1277 – há mais velhos, mas vocês vista é desconhecido -  mostra um escudo quadrado com quatro leões crescentes (os ouros representam Nassau; os pratas Saarbrücken), porque a cidade estava governado dos condes de Nassau-Saarbrücken naquele tempo.
Selos posteriores não mostraram telhas e cruzes a os campos, no entanto eles reapareciam 1935, quando o brasão atual estava emprestado. Um velho emblema da cidade, um trifolium (trifólio) é adicionado em o brasão também.

## Geografia

### Posição geográfico
Usingen está localizada do rio Usa no Usinger Becken na borda de nordeste da cordilheira de Taunus. Na fica aproximadamente 30 quilómetros do norte de Frankfurt do Meno, 27 quilómetros do sul de Wetzlar e 38 quilómetros do leste de Wiesbaden e na borda de região metropolitana Frankfurt/Reno-Meno.
O centro da cidade esta localizada quase 300 m acima do nível do mar, a elevação a mais alta na cidade Usingen é o “Hohe Berg” (Alto Monte) com 414 m acima do nível do mar.

### Municípios vizinhos
Usingen tem fronteira no norte e leste com o Wetteraukreis (cidade Butzbach e município Ober-Mörlen), no sudeste com o município Wehrheim, no sul com a cidade Neu-Anspach e o município  Schmitten, no oeste com o município Weilrod e no noroeste com o município Grävenwiesbach.

## Historia
De 1659 a 1744 Usingen foi sede do governante de Nassau-Usingen.

## Locais de interesse

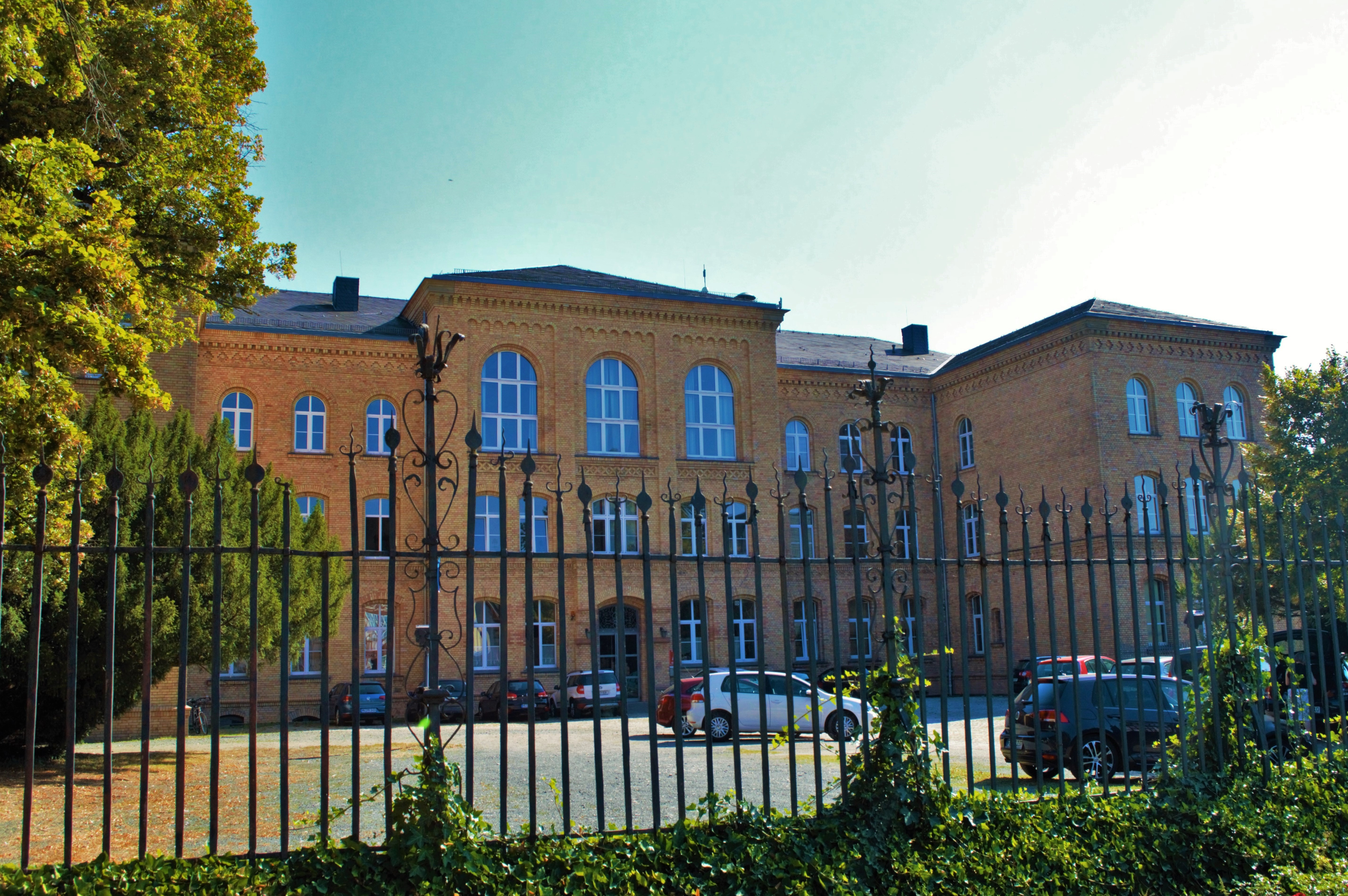
Castelo de Usingen
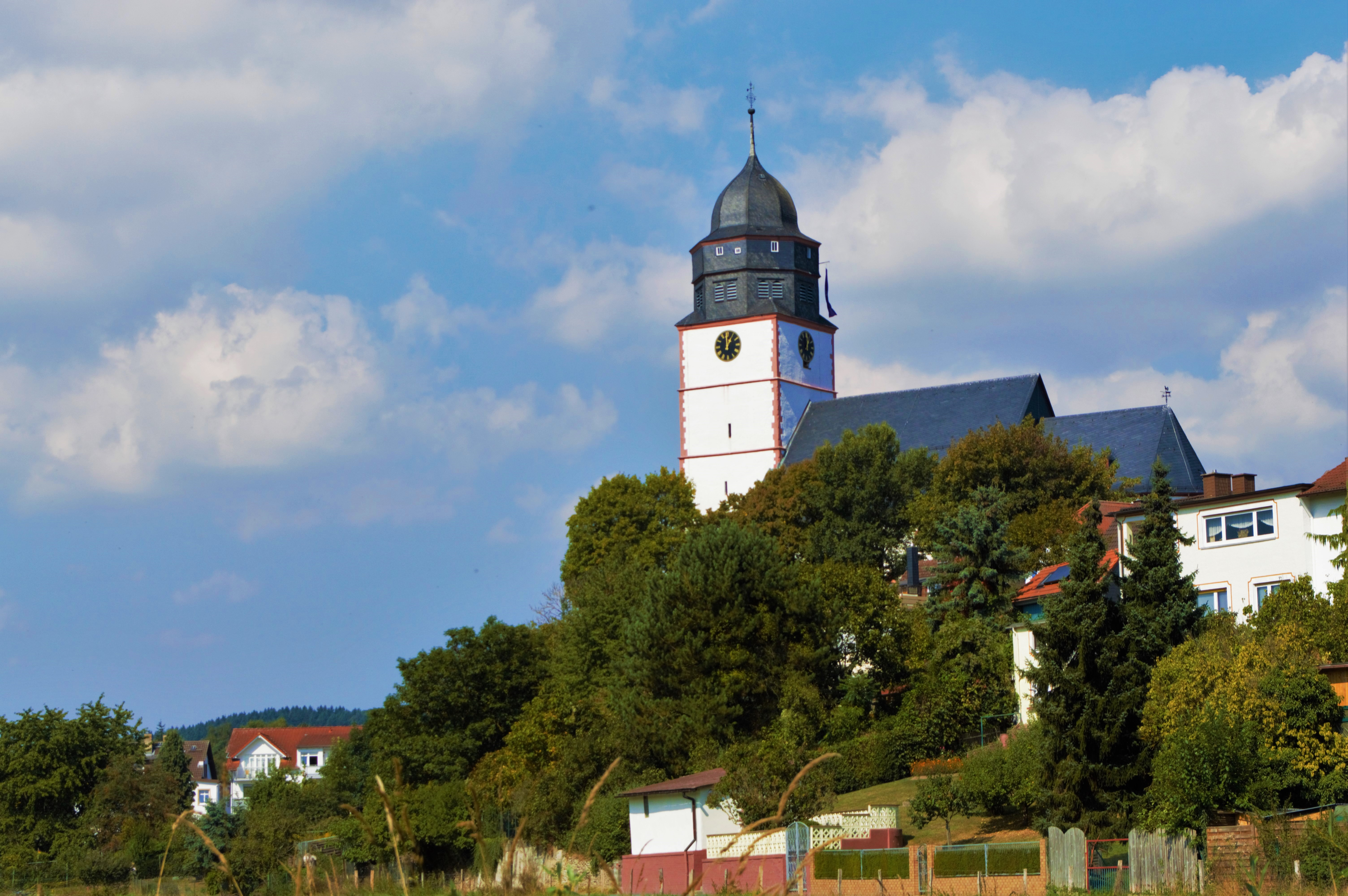
Laurentiuskirche (Igreja Laurentius)
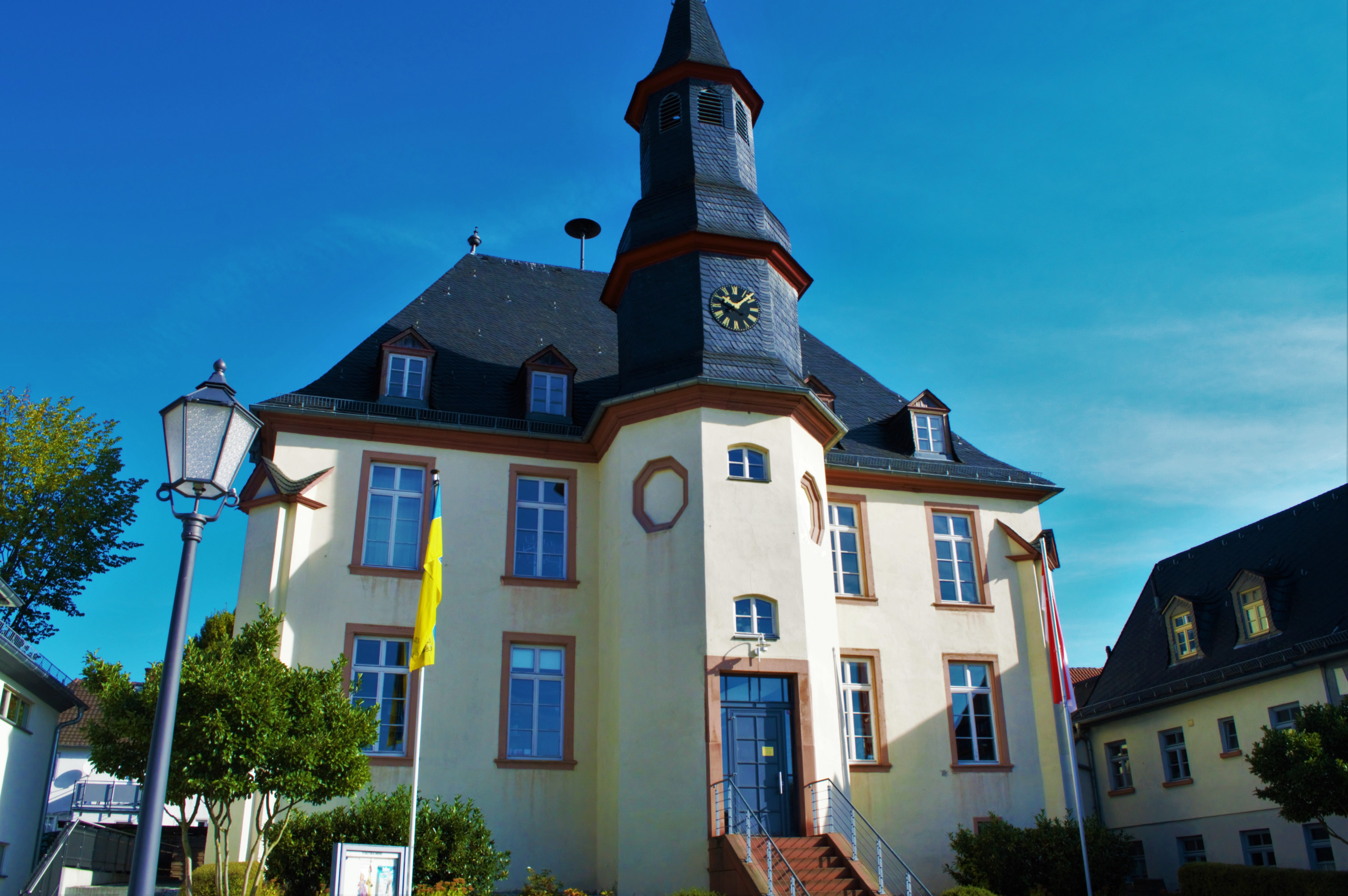
Hugenottenkirche  (Igreja Huguenota) e velho largo do mercado
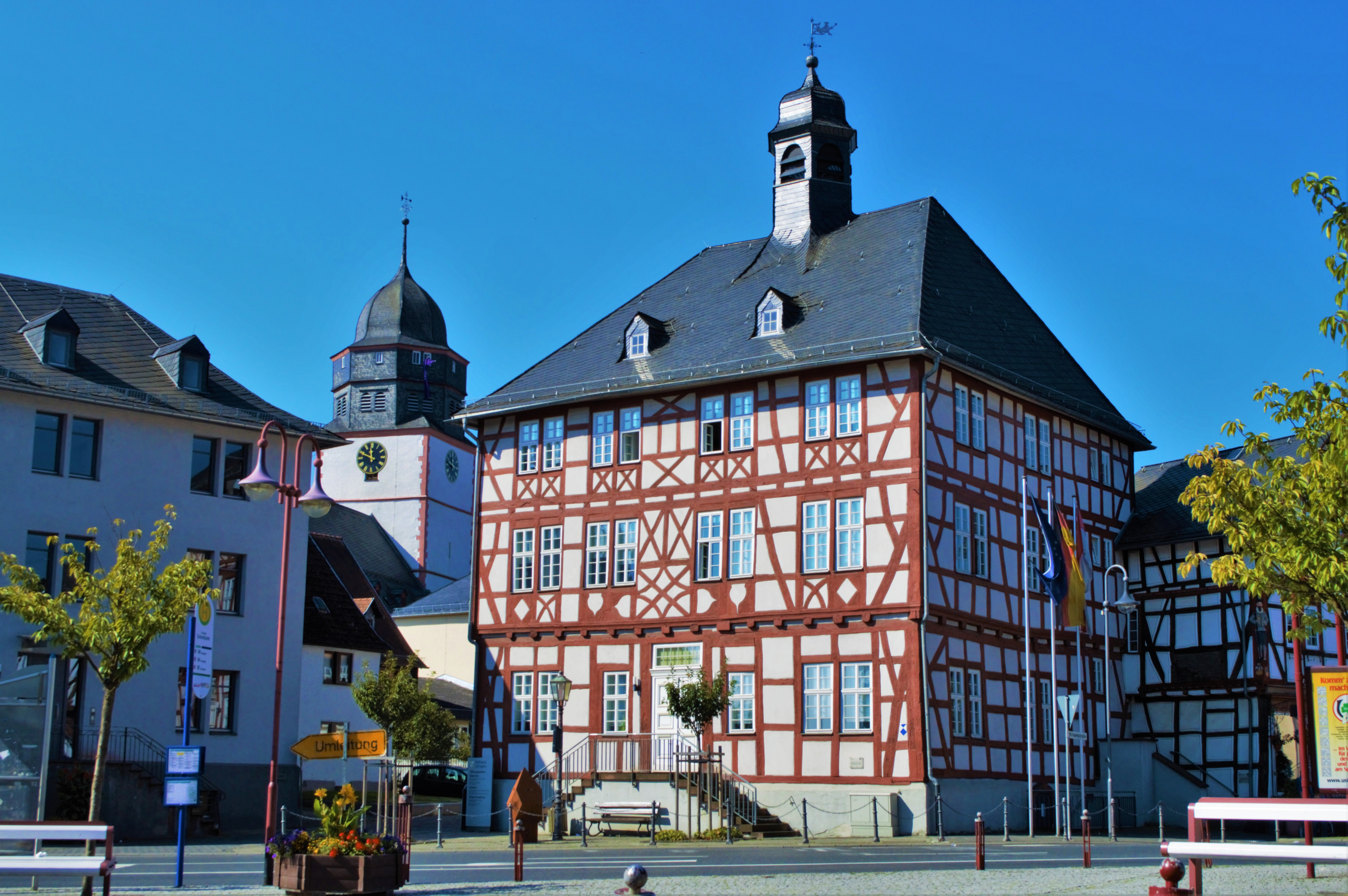
Prefeitura
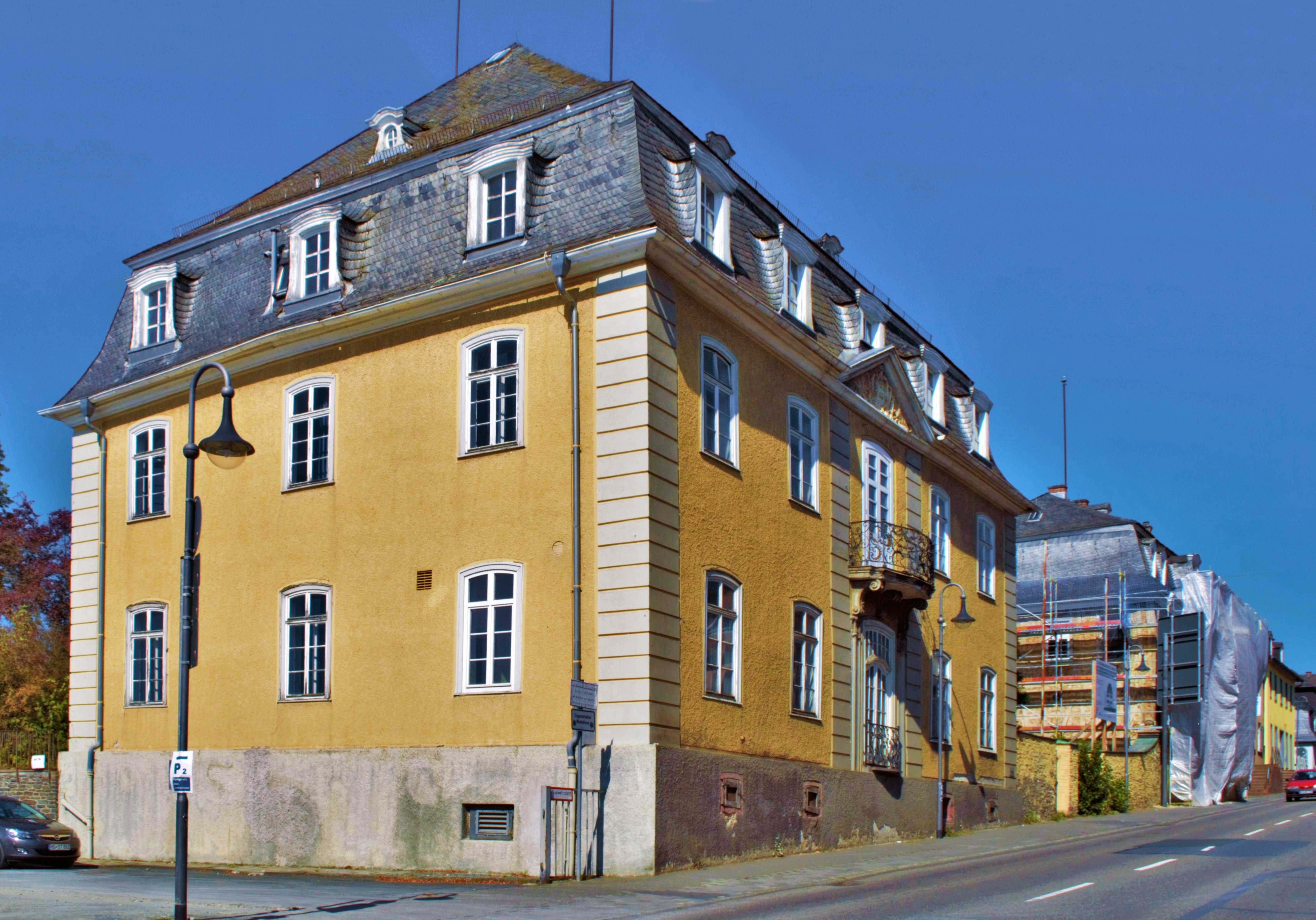
Prinzenpalais (Palácio do príncipe)

## Política

### Distritos
| Distrito     | Brasão               | Incorporação        | População |
| ------------ | -------------------- | ------------------- | --------- |
| Eschbach     | Brasão de Eschbach   | 1 de agosto 1972    | 2.128     |
| Kransberg    | Brasão de Kransberg  | 31 de dezembro 1971 | 749       |
| Merzhausen   | Brasão de Merzhausen | 1 de agosto 1972    | 904       |
| Michelbach   | Brasão de Michelbach | 31 de dezembro 1971 | 354       |
| Wernborn     | Brasão de Wernborn   | 31 de dezembro 1971 | 1.606     |
| Wilhelmsdorf |                      | 1 de agosto 1972    | 415       |